# 마르크 포르스터
마르크 포르스터(Marc Forster, 1969년 11월 30일 ~ )은 독일의 영화 감독이자 각본가이다.

## 연출 작품
- 곰돌이 푸 다시 만나 행복해 (2018)
- 올 아이 씨 이즈 유 (2016)
- 월드워Z (2013)
- 머신건 프리처 (2011)
- 007 퀀텀 오브 솔러스 (2008)
- 연을 쫓는 아이 (2007)
- 스트레인저 댄 픽션 (2006)
- 스테이 (2005)
- 네버랜드를 찾아서 (2004)
- 몬스터 볼 (2001)
- 에브리씽 풋 투게더 (2000)